# Невольничья
Невольничья (англ. Slave River, фр. rivière des Esclaves) — река в Канаде длиной в 434 км, текущая вдоль восточной границы национального парка Вуд-Баффало в центральной и северо-западной части страны. Вытекает из озера Атабаска в Альберте, течёт в северном направлении через Северо-Западные территории и впадает в Большое Невольничье озеро. Принадлежит к речной системе Маккензи. Бассейн охватывает территорию в 616 400 км².

## Этимология
По берегу реки издавна проживало индейское племя слейв, получившее от кри это название, означающее «раб», «невольник», отчего произошло название реки. Данный экзоним аналогично перевели на многие языки, как в случае Большого и Малого Невольничьего озера, Малой Невольничьей реки.

## Населённые пункты на реке
- Форт Фицджеральд
- Форт Смит
- Форт Резолюшн